# Sultan al-Ghanam
Sultan bin Abdullah bin Salem al-Ghannam (arabisch سلطان بن عبد الله بن سالم الغنام; * 6. Mai 1994) ist ein saudi-arabischer Fußballspieler. Er ist in der Abwehr beheimatet und spielt dort bei seinem aktuellen Klub zumeist als Rechtsverteidiger.

## Karriere

### Verein
Zur Saison 2016/17 wechselte er von der U23 vom al-Faisaly FC fest in den Kader deren erster Mannschaft. Sein Debüt für das Team in der Saudi Professional League hatte er schon zuvor am letzten Spieltag der Vorsaison bei einem 0:0 gegen al-Hilal. Hier wurde er zur 79. Minute für Mohammed Salem eingewechselt. Nach seinem Sprung in die erste Mannschaft stand er zwar oft im Kader für den Spieltag, kam in der laufenden Spielzeit jedoch nur zu zwei weiteren Einsätzen. Seinen Durchbruch hatte er zur Spielzeit 2017/18 wo er in 21 Spielen eingesetzt wurde.
Zur Runde 2018/19 wechselte er zum Ligakonkurrenten al-Nassr FC, wo er seitdem ein festes Mitglied des Kaders ist. Er sammelte nun in der AFC Champions League Einsätze. Mit seinem Team gewann er bislang jeweils einmal die Meisterschaft und auch den saudischen Superpokal.

### Nationalmannschaft
Sein erstes bekanntes Spiel im Dress der saudi-arabischen A-Nationalmannschaft hatte er am 28. Dezember 2017 bei einer 0:2-Niederlage gegen den Oman während der Gruppenphase des Golfpokals 2017, wo er auch in der Startelf stand und über die komplette Spielzeit auf dem Platz stand.
Dies war für eine gewisse Zeit seine einziger Einsatz für die Nationalmannschaft. Erst am 19. November 2019 kam er wieder bei einem Freundschaftsspiel zu seinem nächsten Einsatz. Kurz danach folgten dann auch Einsätze in allen Spielen des Golfpokals 2019. Bei dem Turnier schaffte er es mit seinem Team bis ins Finale, wo Saudi-Arabien dem Bahrain mit 0:1 unterlag.
Nach zwei weiteren Freundschaftsspielen Ende 2020 kam er ab März 2021 bei der Qualifikation für die Weltmeisterschaft 2022 zum Einsatz. Nach der erfolgreichen Qualifikation kam er ab Sommer 2022 in mehreren Vorbereitungsspielen zur Weltmeisterschaft 2022 zu Einsätzen. Im November des Jahres wurde er für den finalen Kader des Teams bei der Endrunde nominiert. 